# الكسندر بارودي
ألكسندر بارودي (من مواليد 1 يونيو 1901 - ت.15 مارس 1979) [اسمه المستعار كوارتوس وسيرات]، سياسي فرنسي، كان أحد كبار الفرنسيين العاملين في الخدمة المدنية، وعضو في المقاومة الفرنسية الفرنسية، عيّنه شارل ديغول مسؤولاً عن الحكومة الفرنسية المؤقتة خلال الحرب العالمية الثانية، كان الممثل الدائم لدى الأمم المتحدة و حلف شمال الأطلسي وأول سفير فرنسي في المغرب.

## سيرة شخصية
كان ابنًا لماري إميلي هيلين فافين المعروفة باسم هيلين ودومينيك بارودي الذي كان فيلسوفًا وعضوًا في معهد فرنسا كان جده دومينيك ألكسندر بارودي شاعرًا وكاتبًا مسرحيًا كانت الأسرة جمهورية أصبح بارودي مدقق حسابات لمجلس الدولة فرنسا في عام 1926ومن عام 1929 إلى عام 1938 كان نائبًا للأمين العام للمجلس الاقتصادي الوطني المجلس الاقتصادي الوطني الذي أصبح الآن المجلس الاقتصادي والاجتماعي والبيئي تزوج من آن ماري فوتييه في 2 يناير 1931 في سويسرا وهو موظف إداري قانوني رفيع المستوى في الخدمة المدنية ومستشار فني لوزارة العمل وفي العام التالي المدير العام للعمل والقوى العاملة